# André Pinto
André Candançam Pinto (sinh ngày 14 tháng 12 năm 1988) là một cầu thủ bóng đá người Brasil.

## Sự nghiệp câu lạc bộ
André Candançam Pinto đã từng chơi cho Kyoto Purple Sanga.

## Thống kê câu lạc bộ

### J.League
| Đội                | Năm       | J.League | J.League | J.League Cup | J.League Cup | Tổng cộng | Tổng cộng |
| Đội                | Năm       | Trận     | Bàn      | Trận         | Bàn          | Trận      | Bàn       |
| ------------------ | --------- | -------- | -------- | ------------ | ------------ | --------- | --------- |
| Kyoto Purple Sanga | 2006      | 11       | 3        | 0            | 0            | 11        | 3         |
| Kyoto Purple Sanga | 2007      | 31       | 15       | -            | -            | 31        | 15        |
| Tổng cộng          | Tổng cộng | 42       | 18       | 0            | 0            | 42        | 18        |